# Horná Seč
Horná Seč és un poble i municipi d'Eslovàquia que es troba a la regió de Nitra, al sud-oest del país.
La primera menció escrita de la vila es remunta al 1355.

## Demografia
| Godina             | 1994 | 2004   | 2014   | 2024   |
| ------------------ | ---- | ------ | ------ | ------ |
| Nombre de persones | 477  | 494    | 537    | 585    |
| Diferència         |      | +3,56% | +8,70% | +8,93% |

| Godina             | 2023 | 2024   |
| ------------------ | ---- | ------ |
| Nombre de persones | 583  | 585    |
| Diferència         |      | +0,34% |